# 宝塚クラシックゴルフ倶楽部
宝塚クラシックゴルフ倶楽部（たからづかクラシックゴルフくらぶ）は、兵庫県宝塚市にあるゴルフ場である。

## 概要
1960年（昭和35年）始め織田熊市は、「ゴルフ場に適当な土地がある」と、兵庫県宝塚市の切畑桜小場の地図を持って、株式会社毎日放送社長の高橋信三の許に持ち込んだことに始まる。高橋は、ゴルフの事業のことならスポーツ専門の会社に相談する方がよいだろうと、株式会社スポーツニッポン新聞社社長の仁熊亮太郎に相談した。ゴルフ場建設は、仁熊の即決で決定した。
ゴルフ場の建設用地は、「今でも山林の中に思いもかけぬ山桜の大樹」「植樹された染井吉野が花と紅葉でプレーヤーを楽しませている」と、倶楽部の『二十年史』に書かれている桜の名所である。コース設計は、井上誠一に依頼しようと懇意の町田義雄の仲介で交渉に当たったが、井上の多忙を理由に断られてしまった。近くの「池田カンツリー倶楽部」（1960年（昭和35年）開場、設計・荒木博、町田義雄）のコース設計を行った町田義雄に依頼することに決まった。
1960年（昭和35年）8月22日、新たなゴルフ場の建設に向け経営母体「スポーツニッポン開発株式会社」を設立し、社長に仁熊亮太郎が就任した。1961年（昭和36年）6月1日、個人会員の募集を開始し、その際の社告には「アマ、プロみんなで楽しめる雄大なコース、スポーツニッポンゴルフ場」だった。また、仁熊からの設計者への注文は「バンカーは、1ホールにひとつか、ふたつ」だった。
1960年（昭和35年）11月、コースの造成工事が着工されたが、工事中「スポーツニッポンのコースならもっと本格派を」との異論が出た。車内にコース設計委員会が発足され、設計者を佐藤儀一に変更依頼することになった。佐藤の設計によって、グリーンは小さい1グリーンに、バンカーは深くと高度の技術を求めるコースに変更された。1961年（昭和36年）11月15日、コースは完成し、開場された。
1962年（昭和37年）7月15日、クラブハウスが完成し、2001年（平成13年）、コース名のスポーツニッポンゴルフ場を「宝塚クラシックゴルフ」倶楽部」に名称変更された。

## 所在地
〒669-1241 兵庫県宝塚市切畑桜小場19番地

## コース情報
- 開場日 - 1961年11月15日
- 設計者 - 佐藤 儀一
- 面積 - 920,000m2（約27.8万坪）
- コースタイプ - 丘陵コース
- コース - 18ホールズ、パー71、6,514ヤード、コースレート70.6
- フェアウェー - コウライ
- ラフ - ノシバ
- グリーン - 1グリーン、ベント
- ハザード ^ バンカー47、池が絡むホール4
- ラウンドスタイル - セルフとキャディ付選択制、5人乗用カート、平日は2サム可
- 練習場 - 15打席250ヤード
- 休場日 - 1月1日[2][3]

## クラブ情報
- ハウス面積 - 1,584m2（479.1坪）
- ハウス設計 - 伊藤建築設計事務所
- ハウス施工 - 阪神土木工業[2][3]

## ギャラリー
- コース - 「宝塚クラシックゴルフ倶楽部」、コース紹介、2021年4月29日閲覧
- ハウス - 「宝塚クラシックゴルフ倶楽部」、施設案内、2021年4月29日閲覧

## 交通アクセス
鉄道
- 阪急電鉄（宝塚本線・今津線） - 宝塚駅より クラブバス利用約15分[4]

車
- 中国自動車道 - 宝塚ICより 6Km
- 新名神高速道路 - 宝塚北スマートICより 12Km[4]

## 関連文献
- 『ゴルフ場ガイド 西版』、2006-2007、「宝塚クラシックゴルフ倶楽部」、東京 ゴルフダイジェスト社、2006年5月、2021年4月29日閲覧
- 『美しい日本のゴルフコース BEAUTIFUL GOLF CULTURE IN JAPAN 日本のゴルフ110年記念 ゴルフは日本の新しい伝統文化である』、ゴルフダイジェスト社「美しい日本のゴルフコース」編纂委員会編、「予定地は宝塚駅から10分。最初はビギナーが楽しめるコースを目指した」、東京 ゴルフダイジェスト社、2013年12月、2021年4月29日閲覧